# 科卢萨 (加利福尼亚州)
科卢萨（英語：Colusa），亦稱高老砂，是美国加利福尼亚州科卢萨县的縣城。建市于1868年6月16日，面积大约为1.83平方英里（4.7平方公里）。根据2010年美国人口普查，该市有人口5,971人。